# Judah Loew
Judah Loew ben Bezalel (in ebraico יהודה ליווא בן בצלאל‎?, in yiddish: מהר"ל פון פראג), anche noto come Yehudah ben Bezalel, Jehuda Löw o Judah Löw (Poznań ?, 1520, o 1512, o 1526 – Praga, 17 settembre 1609) è stato un rabbino, filosofo, kabbalista, talmudista e matematico, uno dei maggiori acharonim di sempre.
La sua enorme conoscenza e fama di studioso gli procurarono il soprannome di Maharal di Praga. È conosciuto per i suoi lavori sull'etica, la filosofia e la mistica ebraiche, e il suo commento al commentario di Rashi alla Torah, noto come Gur Aryeh al Ha-Torah.

## Biografia
Nacque probabilmente a Worms (Germania) o Poznań (Polonia), in data indicata diversamente dalle fonti (1512, 1520 o 1526). Suo zio Jacob Friedberg rivestiva la carica di "rabbino dell'impero" (Reichsrabbiner) nel Sacro Romano Impero. Tradizionalmente la sua famiglia si riteneva discendesse dalla dinastia davidica. Fu educato in diverse yeshivot (scuole talmudiche) e grazie ai successi delle imprese commerciali paterne era divenuto ricco e indipendente. Nel 1553 divenne Landesrabbiner di Moravia a Mikulov.

Nel 1588 lasciò la carica e si trasferì a Praga, dove divenne rabbino della città al posto di Isac Hayoth. In questa veste incontrò il 23 febbraio 1592 l'imperatore Rodolfo II. Nello stesso anno si trasferì a Poznań, dove era stato eletto rabbino capo della Polonia. Verso la fine della sua vita si trasferì di nuovo a Praga, dove morì nel 1609 e fu sepolto presso il vecchio cimitero ebraico di Praga, luogo in cui si conserva tuttora la sua tomba con la pietra tombale intatta e dove i turisti lasciano le loro intenzioni scritte.

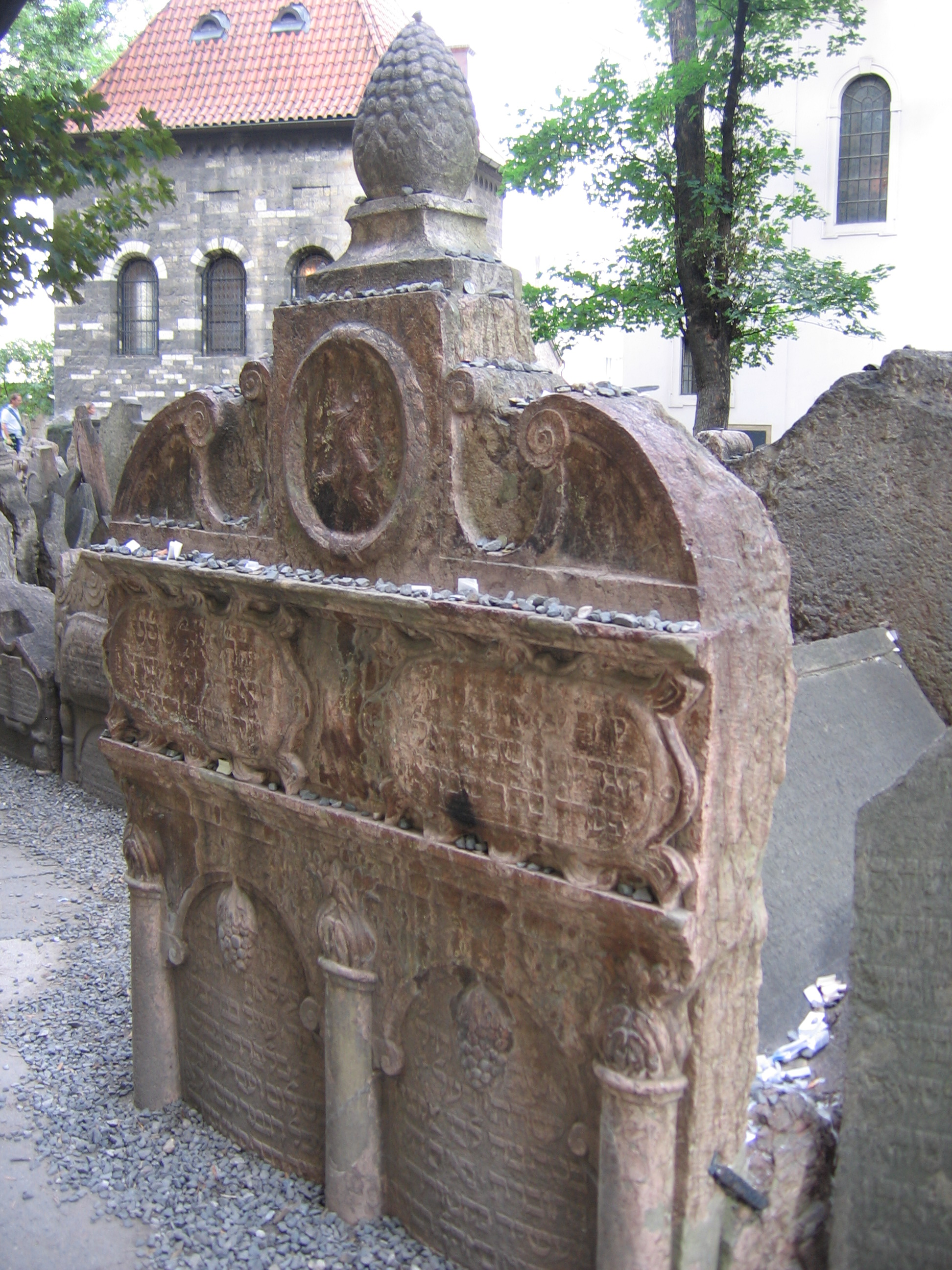
La tomba di Jehuda Löw nel vecchio cimitero ebraico di Praga

## Leggende
Il suo nome è inoltre legato alla leggenda del golem, pubblicata oltre due secoli dopo la sua morte, secondo la quale, per proteggere gli ebrei del ghetto di Praga da attacchi antisemiti e pogrom, egli avrebbe creato un essere vivente fatto d'argilla, utilizzando le conoscenze esoteriche riguardo alla creazione di Adamo (cfr. Kabbalah pratica). Secondo la leggenda, nel 1580 plasmò dal fango della Moldava il Golem, con l'aiuto del genero Jizchak ben Simson e il discepolo Jakob ben Chajim Sasson.
Un altro episodio che lo riguarda è quello della proiezione, molto probabilmente usando una lanterna magica, all'imperatore Rodolfo d'Asburgo e ai suoi convitati di una processione degli antenati d'Asburgo, che atterrì i convitati nel castello di Praga, dando origine a un'esplosione di paura e confusione, che portò anche a un incendio.

## Nella letteratura
Nel romanzo Lunedì inizia sabato (1964) dei fratelli Strugackij, la figura del rabbino Ben Bezalel ha un ruolo centrale e viene citato spesso, non solo in relazione alla creazione del Golem. In particolare, gli autori immaginano che sia stato lui a creare il "divano-traslatore" (un dispositivo magico-scientifico in grado di trasportare la fantasia nella realtà). Alcuni personaggi del libro sostengono addirittura che Ben Bezalel sia lo scopritore anche della mitica "Tesi-Bianca". Un concetto che non ha spiegazione, forse un particolare paradigma magico-alchemico o una metodologica.
È presente anche nel romanzo Il cabalista di Praga di Marek Halter, pubblicato originariamente in francese come Le cabaliste de Prague.